# Athéisme agnostique

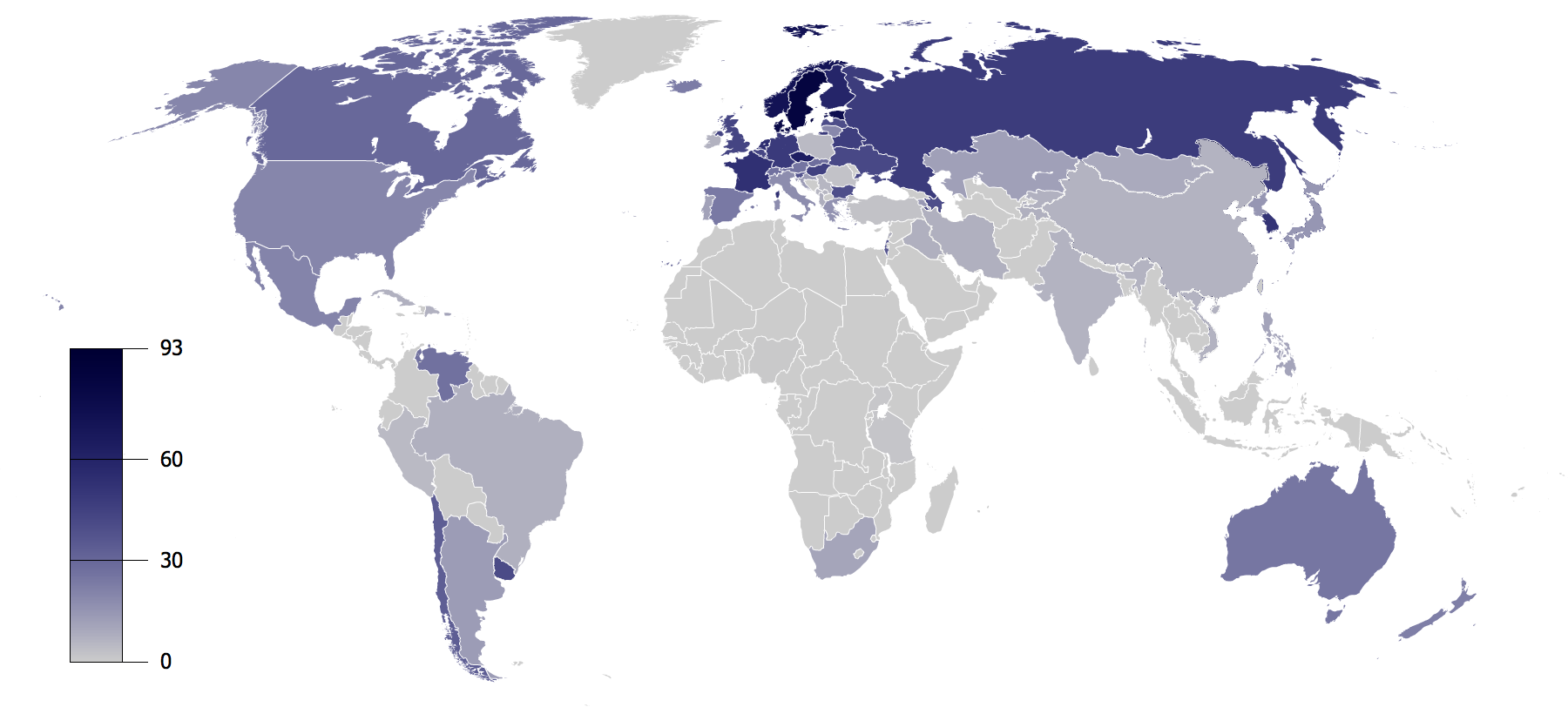
Portions d'athées et d'agnostiques dans différents pays.

L'athéisme agnostique, également appelé agnosticisme athée, est une position philosophique qui englobe à la fois l'athéisme et l'agnosticisme. Les athées agnostiques sont athées parce qu'ils ne détiennent pas une croyance en l'existence d'une divinité et agnostiques parce qu'ils prétendent que l'existence d'une divinité est en soi inconnaissable en principe ou en fait actuellement inconnue. L'athée agnostique peut être mis en contraste avec le théiste agnostique (déisme), qui croit qu'une ou plusieurs divinités existent mais affirme que l'existence ou l'inexistence d'une telle est inconnue ou ne peut pas être connue,,.
Toutefois, cette définition se base sur l'acception de l'agnosticisme provisoire en pratique (APP), qui reçoit les arguments théologiques, et permet donc conceptuellement de choisir une hypothèse en l'état actuel des connaissances (quoiqu'elle ne soit pas certaine).
En revanche, l'agnostique définitif de principe (ADP) refuse la possibilité même de fournir une réponse à la question de l'existence de Dieu, car faute de définition objective et scientifique du concept, il se considère incapable d'y répondre. Du point de vue de la croyance, sa position rejoint ainsi l'ignosticisme, qui estime que la réponse à la question de la croyance en Dieu dépend en fait de la conception subjective que le questionneur se fait de la notion de « Dieu ».
Le concept écarte aussi arbitrairement la possibilité d'accorder une valeur équiprobable à l'hypothèse de l'existence ou l'inexistence de Dieu. Même si, dans leurs sentiments, les individus sont rarement tranchés de façon parfaitement égale sur le choix de la réponse, la neutralité absolue n'est pas conceptuellement impossible. Dans les faits, cela revient toutefois à rejoindre l'attitude d'un agnosticisme définitif de principe.